# Super-Kamiokande
Super-Kamiokande, o Super-K, es un observatorio de neutrinos localizado en Japón. El observatorio fue diseñado para estudiar los neutrinos solares y atmosféricos, y para detectar el decaimiento de protones y neutrinos provenientes de supernovas en cualquier parte de nuestra galaxia. 
El Super-K está localizado a 1000 m bajo tierra en la mina de Mozumi, propiedad de la compañía Kamioka Mining and Smelting Co. en la ciudad de Hida (antiguamente conocida como Kamioka), en Gifu, Japón. 
El mismo consiste de 50.000 toneladas de agua pura rodeadas por cerca de 11.000 tubos fotomultiplicadores. La estructura cilíndrica tiene 40 m de alto y 40 m de ancho. 
La interacción de un neutrino con los electrones o los núcleos de agua puede producir una partícula que se mueve más rápido que la velocidad de la luz en el agua (aunque, claro está, más lentamente que la velocidad de la luz en el vacío). Esto crea un cono de luz a causa de la radiación de Cherenkov, el equivalente óptico de una barrera del sonido. El patrón característico de este destello provee información sobre la dirección y, en el caso de los neutrinos atmosféricos, la clase de neutrino que llega. La diferencia en el tiempo que se experimenta entre la llegada a la pared del detector de la parte superior del cono y la inferior puede usarse para calcular la dirección en la que se aproxima la partícula; cuanto más grande sea la diferencia, mayor será el ángulo de la horizontal de la trayectoria de la partícula. El tipo de partícula puede inferirse dependiendo de la nitidez del borde del cono. Un muon penetra fácilmente, tal que raramente interactúa con el agua, por lo que produce un cono bien definido. Un electrón regularmente interactuará, causando lluvias de partículas adicionales y, por ello, se detectará un cono más borroso.

## Historia
La construcción del Observatorio Subterráneo de Kamioka, el predecesor del actual Observatorio de Kamioka (Instituto para la Investigación de Rayos Cósmicos, Universidad de Tokio) comenzó en 1982 y concluyó en abril de 1983. Su propósito fue la detección del decaimiento de protones, una de las interrogantes fundamentales de la física de partículas elementales. El detector, llamado KamiokaNDE (Kamioka Nucleon Decay Experiment), era un tanque que contenía 3000 toneladas de agua pura y unos 1000 tubos fotomultiplicadores acoplados a la superficie interna. Tenía un tamaño de 16,0 m de altura por 15,6 m de diámetro. En 1985, se actualizó el detector para lograr que observara neutrinos solares. Como resultado de ello (KamiokaNDE-II), el detector fue suficientemente sensible como para detectar los neutrinos provenientes de la explosión de una supernova observada en la Gran Nube de Magallanes en febrero de 1987. Neutrinos provenientes del Sol fueron detectados en 1988, lo que ayudó a avanzar en las investigaciones sobre astronomía y astrofísica de neutrinos. La capacidad del experimento Kamiokande para detectar la dirección de los electrones producidos en la interacción de los neutrinos solares permitió a los investigadores demostrar, por primera vez, que el Sol, verdaderamente, produce neutrinos.
A pesar del éxito en la observación de neutrinos, Kamiokande no detectó el decaimiento de protones, su primer objetivo. Era necesaria mayor sensibilidad para observar neutrinos con una precisión estadística más confiable. Esto condujo a la construcción del Super-Kamiokande, con un volumen diez veces mayor que el inicial y once veces más tubos fotomultiplicadores que el Kamiokande. Super-Kamiokande inició sus observaciones en 1996.
La Colaboración Super-Kamiokande anunció la primera evidencia de oscilaciones de neutrinos en 1998, consistente con la teoría de que los neutrinos no tienen masa nula (aun cuando el valor sea muy pequeño). Hasta entonces, toda la evidencia observacional apuntaban a que los neutrinos no tenían masa, aunque los teóricos habían especulado lo contrario por muchos años.
El 12 de noviembre de 2001, varios miles de tubos fotomultiplicadores del detector Super-Kamiokande implosionaron en una aparente reacción en cadena (las ondas de presión de cada tubo que implosionaba fueron quebrando los tubos contiguos). El detector ha sido parcialmente reparado, redistribuyendo el resto de los tubos fotomultiplicadores y añadiéndoles un escudo protector de acrílico, con la esperanza de que esto impida otro desperfecto del mismo tipo (SuperKamiokande-II).
En julio de 2005, se comenzaron las preparaciones para restaurar el detector a su forma original, reinstalando unos 6.000 tubos fotomultiplicadores. Se completó en junio de 2006 (SuperKamiokande-III).